# Слоун, Хелен Фарр
Хелен Фарр Слоун (англ. Helen Farr Sloan; 24 февраля 1911 — 13 декабря 2005) была американским меценатом в области искусства, опытным педагогом, талантливым художником, второй супругой американского художника-импрессиониста Джона Слоуна.
На протяжении более 50 лет Хелен Фарр Слоун создавала образ американского филантропа. В 1951 году после смерти своего супруга, Джона Слоуна, одного из самых известных американских художников XX века, Хелен организовала благотворительный фонд изобразительных искусств, который осуществлял помощь местным, региональным, национальным и международным художественным организациям. Фонд был известен своей поддержкой женщин, работающих в области истории искусств и музейных исследований.

## Биография
Хелен родилась в Нью-Йорке, в семье хирурга Чарльза Фарра и Хелен Вудхал Фарр. В 1929 году на окончила среднюю школу в престижном учебном заведении для девочек, Brearley School. Родители хотели, чтобы Хелен окончила колледж Брин-Мар, но девочка точно знала с самого детства, что хочет посвятить свою жизнь искусству. Хелен изучала анатомию в медицинском колледже Корнелльского университета, а также училась ткачеству, гончарному делу, металлообработке, резьбе по дереву и изготовлению ювелирных изделий в университетской ремесленной лиге. В возрасте 16 лет Хелен поступила в судентческую художественную лигу искусств Нью-Йорка, где познакомилась и училась у Джона Слоуна (1871 — 1951). Он стал её другом и наставником на всю жизнь. В 1930-х годах Хелен с семьей Слоунов провела несколько лет в Нью-Мексико, там она была активным членом художественной колонии Санта-Фе. В 1937 году она вышла замуж за Уайтта Дэвиса, брата художника абстракциониста Стюарта Дэвиса. Брак продлился недолго. В 1944 году умирает первая супруга Джона Слоуна, оставив его вдовцом в возрасте 74 лет, в это время Фарр работает начальником художественного отдела в ньюйорской школе Найтингейл-Бэмфорд. Чуть позже в этом же году бывший учитель Хелен позвонил ей и пригласил присоединиться к нему в Санта-Фе. Летом 1945 года Фарр перебирается в Санат-Фе, где в течение всего сезона в сотрудничестве со Слоуном работает над книжным проектом. Перед самым отъездом Фарр Джон делает ей предложение и они регистрируют брак у мирового судьи.
Брак Хелен и Джона продлился всего 7 лет, с 1945 года до его смерти в 1951 году. Фарр всю жизнь была предана искусству, после смерти мужа она помогла организовать его посмертную ретроспективу в музее американского искусства Уитни в Нью Йорке, вернулась к своей преподавательской карьере и живописи. Свои оставшиеся годы Хелен прожила, поддерживая научные труды об истории американского искусства и своем муже, жертвуя музеям его работы и имущество. Содержимое его студии и обширная библиотека стали сокровищницей для благотворительности. Хелен пожертвовала работы покойного супруга Университету Делавера, музею Сьюэлла в Довере, штат Делавер, Национальной галереи искусств, Центру изобразительных искусству Колорадо-Спрингс, музею искусств Катона в Нью-Йорке и другим. Работы самой Хелен Фарр Слоун хранятся в частных и государственных коллекциях, включая фонды Художественного музея штата Делавер и Национального музея женского искусства в Вашингтоне, округ Колумбия.
В начале 1960-х Фарр преподавала искусство в средней школе Regis на Манхэттене. Начиная с 1961 года и до последнего дня жизни Хелен Фарр Слоун связывали особые отношения с Художественным музеем штата Делавер. Благодаря помощи Хелен в фондах музея появилось более 5000 работ, включая выдающуюся коллекцию Джона Слоуна, отражающую все этапы его карьеры. Это помогло Художественному музею Делавера стать самым большим хранилищем работ и центром изучения творчества Джона Слоуна, который был известен своими реалистическими изображениями Нью-Йорка начала века.
В рамках инициативы по документированию жизни и творческих успехов известных художников, в 1999 году телекомпания Teleduction выпустила фильм под названием «Helen Farr Sloan: An Artistic Vision». Первым инициативу поддержал Художественный музея Делавера, он начал использовать видео в качестве учебного пособия в своих галереях. Затем видеоматериалы бесплатно распространялись среди станций вещания, школ и музеев. Премьера фильма состоялась в Художественном музее Делавера 23 февраля 2000 года.
Хелен Фарр Слоун скончалась на 95-м году жизни в Уилмингтоне, штат Делавер, США.